# Gorgonacea

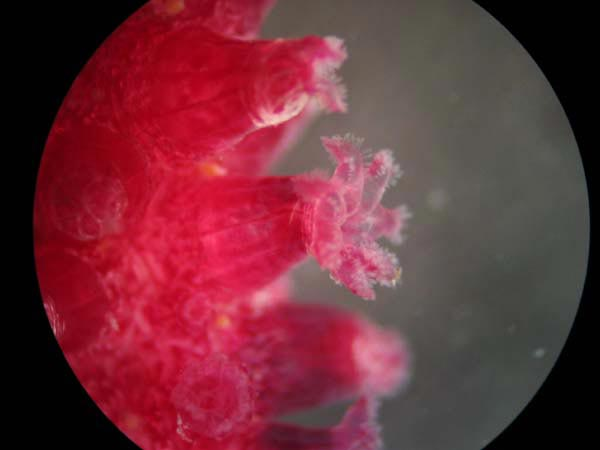
Pólipos de gorgonia expandidos desde el cenénquima

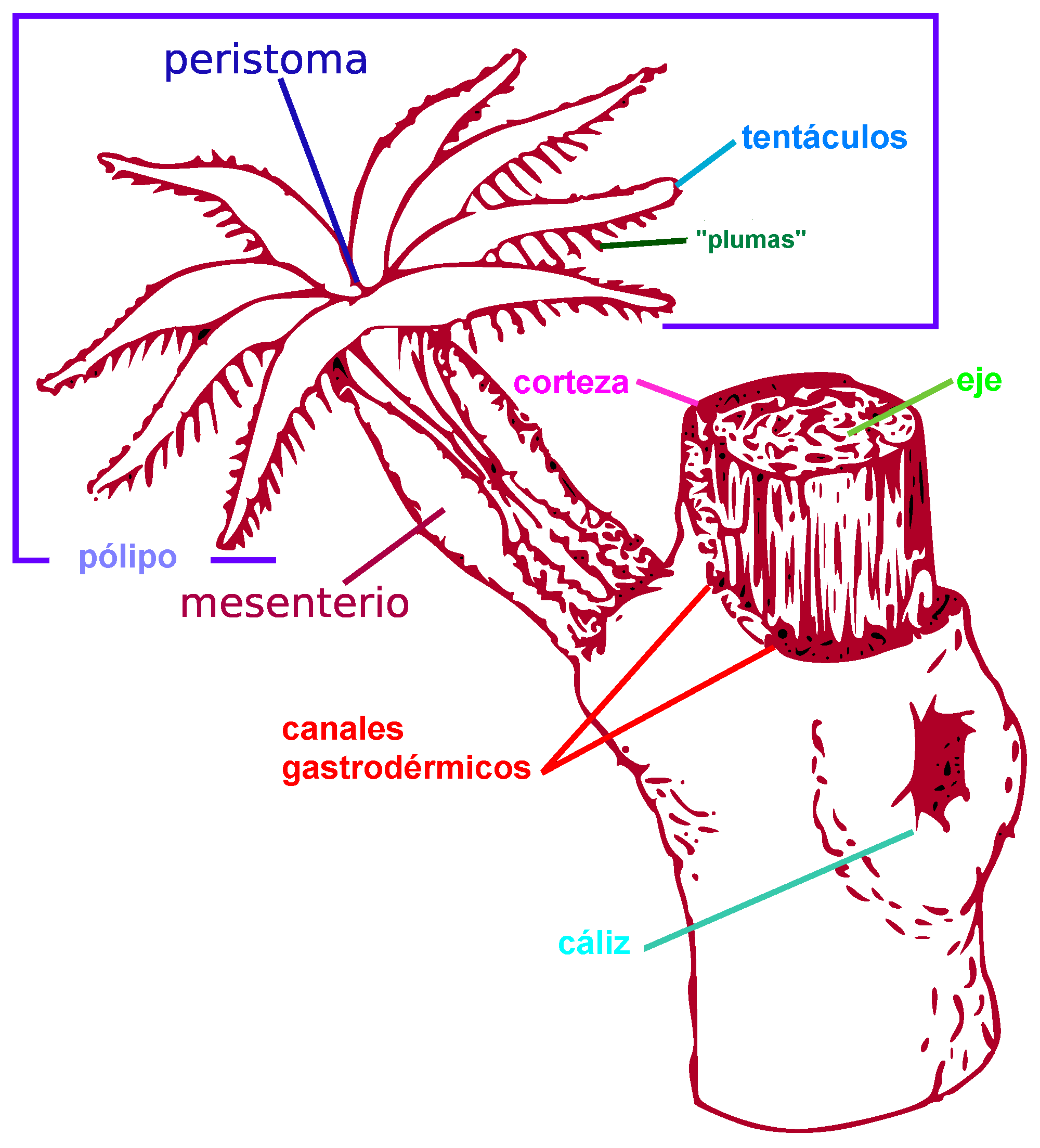
Partes de una Gorgonia

Los gorgonáceos (Gorgonacea) son cnidarios de la clase Anthozoa conocidos vulgarmente como gorgonias.
Actualmente, el término Gorgonacea está fuera de uso, siendo sinónimo de Alcyonacea, un orden de la subclase Octocorallia, que engloba a los llamados corales blandos y a las gorgonias. De los seis subórdenes que conforman Alcyonacea, las especies de gorgonias se enmarcan en tres de ellos: Calcaxonia, Holaxonia y Scleraxonia.
Corallium rubrum, que se usa en joyería, es un gorgonáceo en el que la gorgonina es reemplazada por carbonato de calcio, teñido de rojo intenso por las sales de hierro. Tanto el coral rojo, como la gorgonia roja Paramuricea clavata y la gorgonia blanca Eunicella singularis, están presentes en las costas de España.

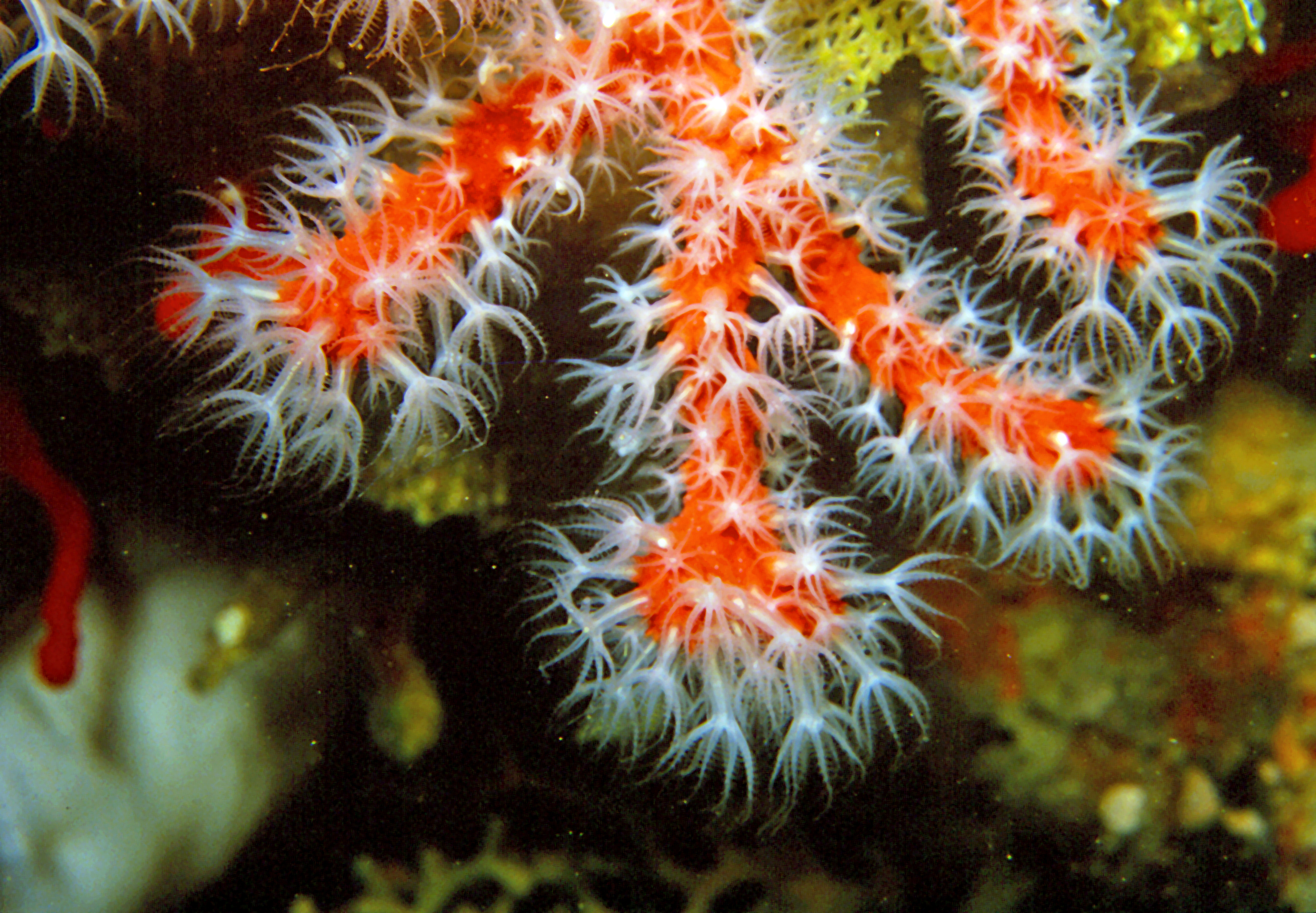
Corallium rubrum
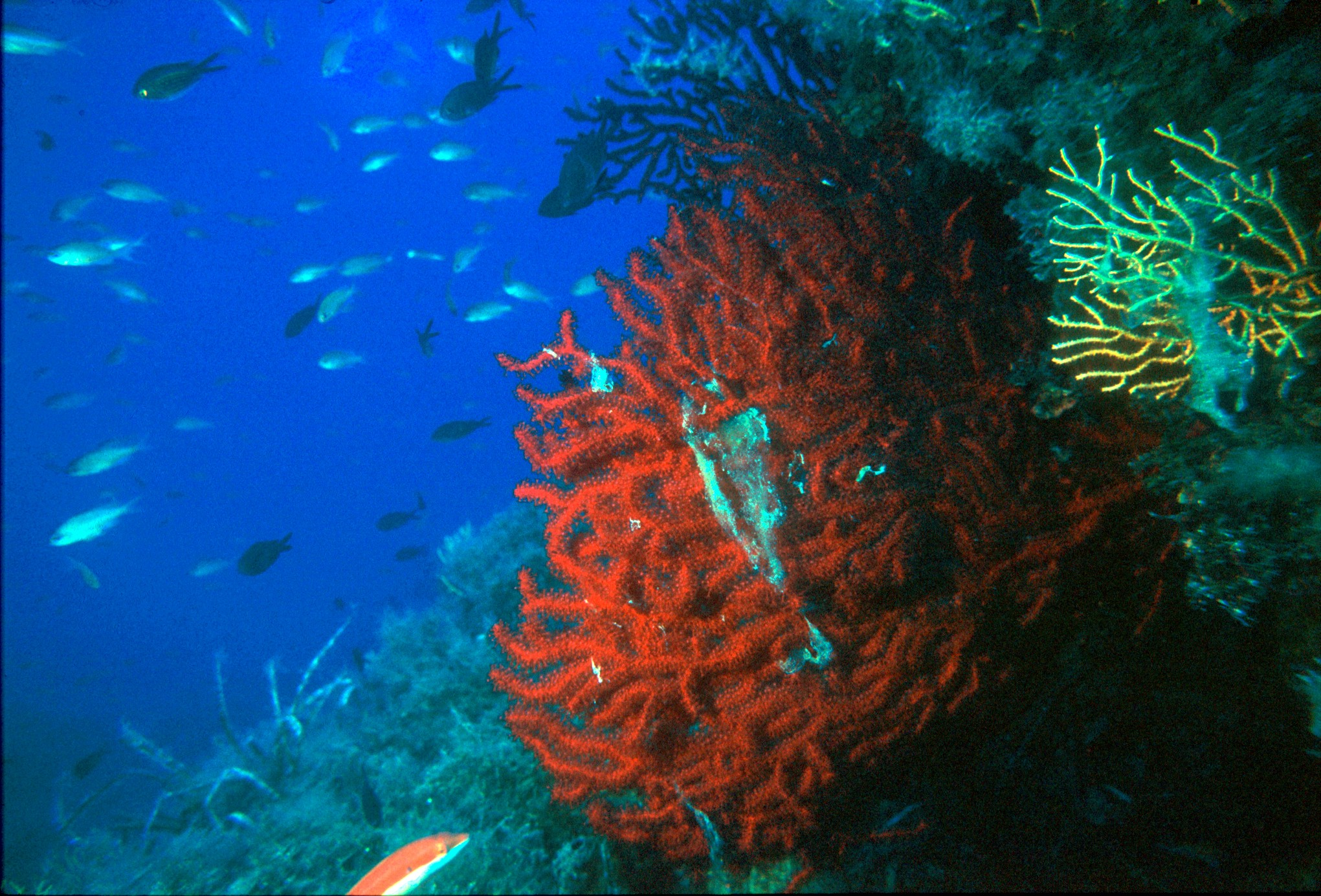
Paramuricea clavata
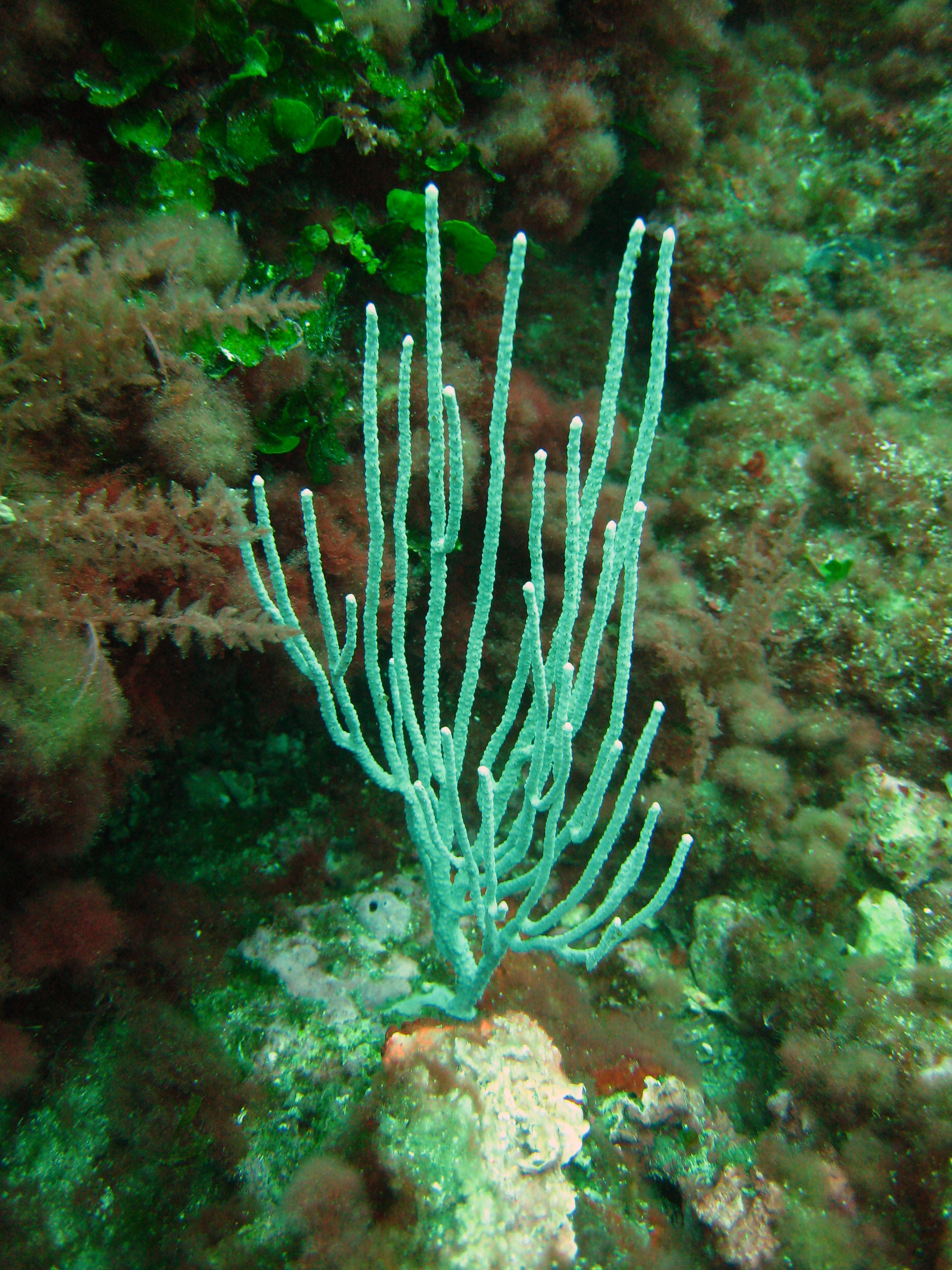
Eunicella singularis

## Descripción
A menudo se confunden con organismos vegetales, debido a su aspecto de arbusto, cuando en realidad son colonias coralinas sésiles formadas por miles de pólipos de ocho tentáculos.
Estas colonias están formadas por una estructura esquelética, más o menos ramificada según los géneros, con formas arborescentes, arbustivas o filiformes. La estructura es tal, que la disposición de los pólipos suele ser en un solo plano (de ahí otra de sus denominaciones comunes: abanico de mar), enfrentada a la corriente de agua. Esta estructura puede llegar a tener dos metros de alto por otros dos de ancho en algunas especies.
Sus esqueletos se caracterizan por poseer una sustancia proteica, que ellos mismos segregan, llamada gorgonina, de naturaleza córnea, más o menos flexible, según la especie, la edad de la colonia y la parte de la misma que se analice. Tanto los esqueletos, como el cenénquima, o tejido colonial que reviste el esqueleto, y los pólipos, contienen espículas de calcita de diversos tamaños y formas, que en muchas ocasiones son las únicas características para la correcta identificación de las especies.

## Taxonomía
Los subordenes de Alcyonacea que agrupan a las gorgonias comprenden las siguientes familias:
- Suborden Calcaxonia[3]
  - Familia Chrysogorgiidae
  - Familia Dendrobrachiidae
  - Familia Ellisellidae
  - Familia Ifalukellidae
  - Familia Isididae
  - Familia Primnoidae

- Suborden Holaxonia[4]
  - Familia Acanthogorgiidae
  - Familia Gorgoniidae
  - Familia Keroeididae
  - Familia Plexauridae

- Suborden Scleraxonia[5]
  - Familia Anthothelidae
  - Familia Briareidae
  - Familia Coralliidae
  - Familia Melithaeidae
  - Familia Paragorgiidae
  - Familia Parisididae
  - Familia Subergorgiidae

## Mantenimiento
Las gorgonias son delicadas de mantener en cautividad, las hay que poseen zooxantelas fotosintéticas, siendo éstas más sencillas de mantener a priori, frente a las que no las poseen y se alimentan exclusivamente de zooplancton. Su mantenimiento requiere de acuarios maduros y con una calidad de agua impecable, factor este difícil de conseguir, ya que la adición de microplancton eleva considerablemente los niveles de fosfatos y nitratos correctos en el acuario.
Algunos géneros comunes de gorgonias en los acuarios son:
- Briareum
- Diodogorgia
- Gorgonia
- Muricea
- Muriceopsis
- Plexaura
- Pseudoplexaura
- Pseudopterogorgia
- Pterogorgia